# ベルエポック (映画)
『ベルエポック』（フランス語: Belle Époque, 「よき時代」の意）は、1992年（平成4年）製作・公開のスペイン・フランス・ポルトガル合作の長篇劇映画である。

## スタッフ
- 監督 : フェルナンド・トルエバ
- 製作総指揮 : アンドレス・ビセンテ・ゴメス
- 脚本 : ラファエル・アスコナ
- 出演者 : ホルヘ・サンス（スペイン語版）、ペネロペ・クルス
- 音楽 : アントワーヌ・デュアメル
- 撮影 : ホセ・ルイス・アルカイネ（スペイン語版）
- 編集 : カルメン・フリアス

## キャスト
- ホルヘ・サンス（スペイン語版）：フェルナンド
- ペネロペ・クルス：ルース（四女）
- マリベル・ベルドゥ：ロシーオ（三女）
- アリアドナ・ヒル（スペイン語版）：ビオレタ（次女）
- ミリアム・ディアス＝アロカ（スペイン語版）：クララ（長女）
- フェルナンド・フェルナン・ゴメス：マノロ（父）
- マリ・カルメン・ラミレス（スペイン語版）：アマリア（母）
- アグスティン・ゴンザレス（スペイン語版）：ルイス（神父）
- ガビーノ・ディエゴ（スペイン語版）：フアニート
- チュス・ランプレアベ（スペイン語版）：ドニャ・アスン

## 受賞
- 1993年 第7回ゴヤ賞作品賞、監督賞、脚本賞など9部門
- 1993年 アカデミー賞外国語映画賞